# Фаррис, Джошуа
Джошуа Фаррис (англ. Joshua Farris; род. 6 января 1995, Рентон, США) — бывший американский фигурист, выступавший как одиночник. Вице-чемпион четырёх континентов 2015 года, чемпион мира среди юниоров 2013 года. Бронзовый призёр чемпионата США 2015 года. По состоянию на 15 февраля 2015 года занимает 23-е место в рейтинге Международного союза конькобежцев (ИСУ).

## Карьера
Джошуа Фаррис родился в США 6 января 1995 года. С юных лет начал заниматься фигурным катанием. В юниорском чемпионате США дебютировал в 2010 году и сразу стал вице-чемпионом. В этом же сезоне дебютировал и в юниорской серии Гра-при. Это был единственный случай когда он не отобрался в финал юниорского Гран-при.
Трижды спортсмен участвовал в финале юниорского Гран-при, где лучшим местом было второе место в Сочи в 2012 году. Годом раньше в финале он занял третье место. Два раза принимал участие в юниорском чемпионате мира и наивысшим его достижением на этом турнире стало 1-е место в 2013 году. Где в жёсткой конкуренции он сумел победить своих товарищей по американской сборной. Впервые на юниорском чемпионате мира фигуристы одной страны (США) заняли весь пьедестал. Годом раньше спортсмен, лидируя после первого дня, немного уступил китайскому фигуристу Янь Ханю и оказался вторым.
C 2011 года спортсмен начал принимать участие в взрослых соревнованиях. Это был чемпионат США, с возрастом он выступал лучше и лучше, на чемпионате в 2013 году получил пьютеровую (оловянную) медаль (в США в фигурном катание за четвёртое место вручается медаль). На следующий олимпийский год также занял четвёртое место показав лучшие свои результаты. Правда официально они не фиксируются (результаты с национальных чемпионатов ИСУ не утверждает).
Учитывая, что через неделю после чемпионата США 2014 года начинается чемпионат четырёх континентов 2014 года, а ещё через 1,5 недели олимпийский турнир было принято решение отправить на чемпионат четырёх континентов 2014 года второй состав сборной США. Так Джошуа Фаррис попал на чемпионат четырёх континентов, где занял шестое место.
Послеолимпийский сезон у Джошуа не складывался. Он был вынужден сняться с некоторых турниров из-за здоровья. Дебютировал лишь на заключительном этапе Гран-при в Японии; его выступление показало  полную неготовность спортсмена, было несколько падений. В итоге он занял последнее место. Тем удивительнее было его выступление на чемпионате США, где после короткой программы он шёл вторым и финишировал на третьем месте. Что позволило ему впервые получить место не только на Чемпионат четырёх континентов, но и на мировой чемпионат. В феврале 2015 года его выступление на чемпионате четырёх континентов в Сеуле произвело фурор. Джошуа хорошо откатал короткую программу превысив прежние спортивные достижения на 9 баллов, и шёл на пятом месте. В произвольной Фаррис улучшил своё прежнее спортивное достижение более чем на 20 баллов и занял второе место. Естественно была почти на 30 баллов улучшена и сумма. Так он выиграл свою первую взрослую медаль. На своём дебютном чемпионате мира в Шанхае выступил не совсем удачно.
Начала сезона 2015 / 2016 осложнилось травмой головы и фигурист был вынужден сняться с этапов Гран-при. Он течение более двух месяцев с середины июля по конец сентября не выходил на лёд. В конце концов в сезоне он так и не выступил.
В середине лета 2016 года он принял решение завершить карьеру по состоянию здоровья. Через год он попытался вернуться в большой спорт, но был вынужден завершить подготовку. Было выявлено много нарушений функционирования организма. В конце 2017 года он заявил о сборе денег на операции.

## Спортивные достижения
| Соревнования                              | 2009—2010 | 2010—2011 | 2011—2012 | 2012—2013 | 2013—2014 | 2014—2015 |
| ----------------------------------------- | --------- | --------- | --------- | --------- | --------- | --------- |
| Чемпионаты мира                           |           |           |           |           |           | 11        |
| Чемпионат четырёх континентов             |           |           |           |           | 6         | 2         |
| Этапы Гран-При:NHK Trophy                 |           |           |           |           |           | 11        |
| Этапы Гран-При:Rostelecom Cup             |           |           |           |           | WD        |           |
| Этапы Гран-При:Skate Canada International |           |           |           |           | 5         |           |
| Турнир в США (Солт-Лейк-Сити)             |           |           |           |           | 3         |           |
| Чемпионаты мира среди юниоров             |           |           | 2         | 1         |           |           |
| Финалы юниорского Гран-при                |           | 6         | 3         | 2         |           |           |
| Чемпионат США по фигурному катанию        |           | 21        | 16        | 4         | 4         | 3         |
| Первенство США среди юниоров              | 2         |           |           |           |           |           |
| Этапы юниорского Гран-при, Эстония        |           |           | 1         |           |           |           |
| Этапы юниорского Гран-при, Великобритания |           | 1         |           |           |           |           |
| Этапы юниорского Гран-при, Польша         |           |           | 1         |           |           |           |
| Этапы юниорского Гран-при, Словения       |           |           |           | 1         |           |           |
| Этапы юниорского Гран-при, Румыния        |           | 2         |           |           |           |           |
| Этапы юниорского Гран-при, Турция         | 5         |           |           |           |           |           |
| Этапы юниорского Гран-при, США            | 4         |           |           | 1         |           |           |

«WD» — соревнования не завершил.